# Real Ale
Real Ale (engl. für Echtes Ale) ist eine Art der Bierverarbeitung und des Zapfverfahrens.

## Verfahren
Während Bier im modernen Brauverfahren häufig gefiltert und im modernen Zapfverfahren mit Hilfe von Kohlenstoffdioxid (CO2, umgangssprachlich Kohlensäure) oder Stickstoff gezapft und bei einer Temperatur von 4–6 °C getrunken wird, wird Real Ale unfiltriert gelassen, oft mit Luftpumpentechnik („by handpump“) gezapft und bei einer Temperatur von 10–12 °C serviert. Es ist daher keine eigene Biersorte, kein Biertyp, keine Bierart. Ein und dasselbe Ale kann folglich als Real Ale oder als Keg Ale (siehe unten) angeboten werden.
Real Ale wird meist mit Luftpumpentechnik gezapft. In Schottland wird auch vereinzelt mit Luftdruck gezapft. Auf Bierfesten wird Bier sehr oft gravity served, also im Prinzip ähnlich dem bayerischen Anstich gezapft.
Liebhaber von Real Ales schätzen den etwas niedrigeren CO2-Gehalt von Real Ale, jedoch soll das Bier niemals schal, trüb oder warm sein.
Die moderne Fassform für die Kohlensäure- bzw. Stickstoffzapfung nennt man im Englischen „keg“, die alte Fassform für die Luftpumpenzapfung dagegen „cask“. Daher spricht man auch von „keg ale“, wenn es sich um ein Ale handelt beziehungsweise von „keg beer“, wenn es sich um einen anderen Biertyp handelt, und „cask ale“ oder aber „cask-conditioned ale“ spricht.

## Geschichte
Das Real Ale stand kurz davor, durch die Keg Ales verdrängt zu werden, bis sich in Großbritannien eine Bürgerinitiative zur Erhaltung des Real Ale einsetzte, die Campaign for Real Ale, kurz CAMRA. Ein Anliegen der CAMRA ist es auch, Biere lokal, also nahe der Brauerei zu vermarkten, erstens um es frisch zu haben und nicht haltbar machen zu müssen, zweitens um unnötige Transportwege zu sparen und drittens, um die Vielfalt lokaler Biersorten zu erhalten.
Nach CAMRA ist Real Ale ein Bier, das aus traditionellen Zutaten gebraut wird und seinen Kohlensäuregehalt durch eine Zweitgärung in dem Fass erhält, aus dem es später gezapft wird. Es muss dann ohne Zufuhr fremder Kohlensäure gezapft werden. Für die Zapfung eines Pints benötigt man zwei bis drei Pumpzüge.